# Производство на машини с общо предназначение
Производството на машини с общо предназначение е подотрасъл на машиностроенето в Статистическата класификация на икономическите дейности за Европейската общност.
Секторът обхваща производството на широк кръг машини и агрегати, най-често използвани като компоненти на по-сложни устройства – двигатели, турбини, помпи, компресори, тръбна арматура, лагери, съединители и други.
В България към 2017 година секторът произвежда продукция за 1,3 милиарда лева, а броят на заетите е около 12 хиляди, като най-големите предприятия са „Ханон Системс Пловдив“ (Пловдив), „СКФ Берингс България“ (с основно производство в Сопот, Карловско), „Палфингер Продукционстехник България“ (Червен бряг) и „М+С Хидравлик“ (Казанлък).